# Асен Кантарджиев
Асен Тодоров Кантарджиев е български учен, политик, офицер и общественик, създател на крайнодесния Съюз на ратниците за напредъка на българщината.

## Биография
Роден е през 1898 г. в Самоков. Син е на генерал Тодор Кантарджиев. На 16 години става доброволец в Македоно-Одринското опълчение и участва в Балканските войни. След тях отбива военната си служба в ШЗО. Участва в Първата световна война като офицер. Два пъти повишаван в звание за бойни отличия. Носител на 4 кръста „За храброст“. В края на войната е курсист в авиацията. След войната следва право в Софийския университет(СУ), а после индустриална химия в Берлин, Германия. В края на краищата завършва агрономство в Бон.
Връща се в България и започва да преподава в Агрономическия факултет на СУ. От 1926 до 1928 г. е специализант в САЩ със стипендия от Рокфелеровата фондация, а след това специализира в Кил (Германия) и Берн (Швейцария). През 1928 става доцент в СУ, а през 1931 г. е вече професор, като едновременно е и декан на Агрономическия факултет (1932 – 1933).
Членува в масонска ложа; през 1929 г., като доцент в Университета, е един от основните сътрудници на масонското списание „Заря“. Някъде в началото на 30-те години напуска масонската ложа, заедно с други бъдещи ратници – писателят Змей Горянин и Петър Габровски. По това време окончателно се оформят и идейно-политическите му схващания. От масонското му членство остават и някои методи, които той ще прилага в по-нататъшната си работа, а именно полуконспиративния характер на организацията, която създава, както и начинът за набиране на членове. С напускането на ложата Асен Кантарджиев и Петър Габровски предизвикват сътресение в живота на българското масонство.
Проф. Кантарджиев е главен идеолог и един от създателите на основания през 1936 година Съюз на ратниците за напредъка на българщината. Организацията проявява симпатии към националсоциализма, антикомунизма и антисемитизма. За своята дейност той е задържан от властите над 200 пъти и 4 пъти е съден. През 1938 г. Съюзът е разтурен, а професорът е интерниран в Котел. По време на войната отново е интерниран през 1943 г. до пролетта на 1944 г.
Малко преди преврата от 9 септември 1944 г. Кантарджиев, като част от прогермански настроена група около проф. Цанков влизат в контакти с германското разузнаване в София, където се планира опит за преврат. Кантарджиев се свързва с ген. Кочо Стоянов, който е командващ на 5-а армия в Скопие. Целта е да се организира военен преврат, който да върне страната в орбитата на Германия, като свали новото правителство на Константин Муравиев и направи Александър Цанков премиер. След провала на заговора на 6 септември генерал-майор Стоянов е поставен под домашен арест. Същевременно по заповед от Берлин германското разузнаване осигурява автомобили за останалите заговорници, с които ги транспортира в гр. Ниш, откъдето с военен самолет излитат за Виена. Впоследствие Кантарджиев и групата заговорници формират задграничното колаборационистко Българско национално правителство в изгнание на Александър Цанков. Проф. Кантарджиев има смъртна присъда от „Народния съд“.
Живее известно време в Германия (ФРГ). Установява се в Нюрнберг, където се намира един от най-големите заводи за млечни произведения. Там Кантарджиев постепенно си създава професионална база и намира постоянна и подходяща работа. Това му позволява като висококвалифициран учен и специалист в професията си да бъде одобрен за емигриране в САЩ, където заминава в края на 1949 г. В САЩ е до 1950 г. Отказва се от политическа дейност, понеже американското ФБР отправя към него категорично предупреждение и го държи под наблюдение. След това живее известно време в Канада до 1953 г. и отново се завръща в САЩ, където умира през 1981 г. в Лос Анжелис.
Кантарджиев има трайни и задълбочени интереси в областта на историята, литературата, правото, военните науки и музиката. Председател е на реномирания хор „Гусла“. Той е автор на 17 книги и повече от 30 научни публикации, последната известна е от 1954 г. в Канада. Някои от тях са преведени в Южна Америка след 1950 г.